# Pomnik ofiar I wojny światowej w Commentry
Pomnik ofiar I wojny światowej w Commentry – pomnik pamięci zabitych żołnierzy francuskich z miejscowości Commentry, w departamencie Allier, w Owernii. 
Pomnik wykonał w 1924 Félix-Alexandre Desruelles w stylu realistycznym. Na tle wykonanej z białego wapienia dwumetrowej ściany z wyrzeźbioną gałązką palmową pojawia się postać chłopa, który w czasie pracy w polu odkrył przypadkowo grób żołnierza. Chłop zdejmuje przed nim kapelusz w geście szacunku. Poniżej kompozycji wyryty został napis "Gmina Commentry swoim dzieciom – ofiarom wojny". 